# 梅莉莎·埃瑟里奇
梅莉莎·娄·埃瑟里奇（英語：Melissa Lou Etheridge，1961年5月29日—）是一位美国摇滚歌手，唱作人，吉他手和社会活动家。她为纪录片《难以忽视的真相》创作的歌曲《I Need To Wake Up》获得2007年奥斯卡最佳原创歌曲奖。
1993年1月她公开自己的女同性恋身份，此后她成为一个积极参与同志权利运动的社会活动家。

## 个人生活
埃瑟里奇的父亲是一位高中老师，1993年去世。她的母亲是一名家庭主妇和电脑分析师，现已退休。
埃瑟里奇曾与Julie Cypher保持了很长时间伴侣关系。在此期间，Cypher生下两个孩子，Bailey Jean，出生于1997年2月10日；Beckett，出生于1998年11月。2000年，Cypher开始重新考虑她的性取向，2000年9月19日，埃瑟里奇和Cypher宣布，她们分手。2001年，埃瑟里奇在她的回忆录中记录了与Cypher的分手和其他一些经历。
2002年，埃瑟里奇开始了与女星泰米·林恩·迈克尔斯的恋情。她们在2003年9月20日举行了一个承诺仪式。2006年4月，埃瑟里奇和迈克尔斯宣布迈克尔斯已经通过匿名捐精者而怀上双胞胎。后来迈克尔斯在2006年10月17日生下了女儿Johnnie Rose和儿子Miller Steven。

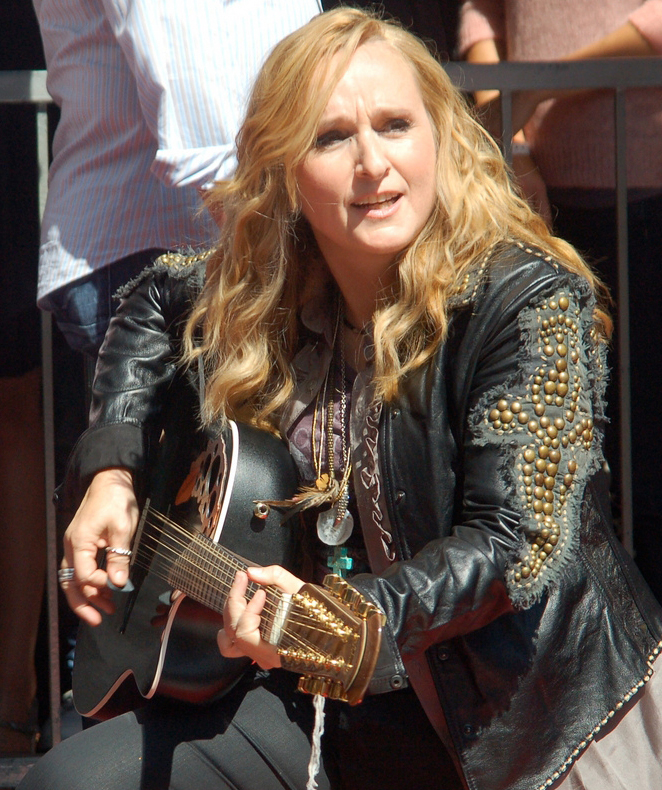
2011年9月埃瑟里奇在好萊塢星光大道的留名仪式上

2008年10月，美国加利福尼亚州最高法院推翻了该州的同性婚姻禁令5个月后，埃瑟里奇宣布她和迈克尔斯计划要结婚，但目前“试图找到合适的时间来做这件事情。”2008年11月，加州的8号提案通过，法律禁止了同性婚姻，埃瑟里奇宣布，她将不缴付州税收以作为非暴力反抗行为。2010年4月15日，埃瑟里奇和迈克尔斯宣布她们已经分开。2012年5月，她们两个孩子的监护权争夺战已结束。
埃瑟里奇在2004年10月被诊断出患有乳腺癌，并接受了化疗。2005年10月，在乳腺癌宣传月期间，瑟里奇出现在NBC电视台Dateline节目与迈克尔斯谈论她与癌症的抗争。在访谈时她说，在她生病期间她的伴侣一直非常支持她。埃瑟里奇还讨论使用药用大麻的问题，而她接受了化疗。她说，药物改善了她的情绪，并增加了她的胃口。在2009年6月15日埃瑟里奇接受安德森·库珀采访时提到，她仍然在极其紧张的情况下使用大麻。医用大麻在加利福尼亚州是合法的。
在美国最高法院认定《捍卫婚姻法案》第3章违宪和推翻加州8号提案后埃瑟里奇接受CNN采访时称她将与伴侣琳达·华林结婚。2014年5月31日她们结婚。

## 唱片
- 1988: Melissa Etheridge
- 1989: Brave and Crazy
- 1992: Never Enough
- 1993: Yes I Am
- 1995: Your Little Secret
- 1999: Breakdown
- 2001: Skin
- 2004: Lucky
- 2005: Greatest Hits: The Road Less Traveled
- 2007: The Awakening
- 2008: A New Thought For Christmas
- 2010: Fearless Love
- 2011: Icon
- 2012: 4th Street Feeling